# تریلیک
تریلیک (به انگلیسی: Trillick) یک روستا در بریتانیا است. تریلیک ۲٬۴۴۰ نفر جمعیت دارد.